# Svalia
Svalia är en tätort i Overhalla kommun i Trøndelag fylke i mellersta Norge. Orten ligger norr om kommunens centralort Ranemsletta.